# Козловка (Асекеєвський район)
Козло́вка (рос. Козловка) — присілок у складі Асекеєвського району Оренбурзької області, Росія.

## Населення
Населення — 75 осіб (2010; 122 у 2002).
Національний склад (станом на 2002 рік):
- росіяни — 75 %